# Символы Армении
Символы Армянской Республики — эмблемы армянской нации, которые вписываются в республиканскую традицию. Главнейшим символом Армении является гора Арарат, территория вокруг которой испокон веков населялась армянами.

## Государственные символы
| Изображение | Название     | Описание | Дата                      |
| ----------- | ------------ | --- | ------------------------- |
|             | Флаг Армении | Флаг состоит из трёх равных между собой горизонтально расположенных полос — красной (сверху), синей (в центре) и оранжевой (снизу). Имеется много интерпретаций значения этих цветов, из них наиболее широко принята следующая: красный цвет символизирует кровь армянских солдат, синий — небо над Арменией, оранжевый — плодородные земли страны и людей, которые их обрабатывают. Имеет пропорцию 1:2. | Принят 24 августа 1990 г. |
|             | Герб Армении | Герб составляют следующие элементы: Щит — в центре — гора Арарат, которая является символом армянской нации, на её вершине Ноев ковчег, поскольку, согласно одной из традиций, Ноев ковчег после потопа остановился именно на этой горе. Щит разделён на 4 секции, которые символизируют четыре независимых армянские царства в истории Армении.                                                          | Принят 19 апреля 1992 г.  |

## Национальные символы
| Изображение | Название        | Описание |
| ----------- | --------------- | --- |
|             | Гора Арарат     | Арарат является, пожалуй, самым главным символом Армении. Согласно Библии, Ноев ковчег после Всемирного Потопа, примкнул к горе Арарат, откуда возникла новая жизнь. |
|             | Аревахач        | Аревахач является главным нематериальным символом Армении и армянства. |
|             | Хачкар          | Хачкар является символом Армении. Предки хачкаров, вишапы, существовали ещё со времён существования государства Урарту, а самый древний армянских хачкар датирован 879 годом и хранится в храме Гарни. Распространённость хачкаров в разных регионах мира свидетельствует о величине и истории Древней Армении. |
|             | Армянский дудук | Дудук является армянским народным музыкальным инструментом. Является одним из древнейших инструментов в мире. Дудук традиционно изготавливается из абрикосового дерева. |
|             | Абрикос         | Абрикос у армян с древних времён считался традиционным для выращивания растением и отображал природу Армянского нагорья. |
|             | Виноград        | Согласно библейскому преданию, Ной, выйдя из ковчега, посадил виноградную лозу и затем изготовил вино. Виноград у армян символизирует изобилие и жизнерадостность. |